# Spojleron
Spojleroni so kontrolne površine na letalu, ki lahko delujejo podobno kot krilca. Spojleroni se premikajo asimetrično - spojleron na enem krilu se dvigne na drugem pa spusti. S tem se doseže krmiljenje po nagibu - okoli vzdolžne osi. 
Spojlerone so uporablili na ameriškem bombniku Boeing B-52 Stratofortress, namestili so jih približno na sredino krila.